# 尚絅学院中学校・高等学校
尚絅学院中学校・高等学校（しょうけいがくいんちゅうがっこう・こうとうがっこう）は、宮城県仙台市青葉区広瀬町にある私立中学校・高等学校（併設型中高一貫校）。通称は「尚絅学院」（しょうけいがくいん）、「尚絅」（しょうけい）。
なお、熊本県にある尚絅中学校・高等学校、尚絅大学、尚絅大学短期大学部とは無関係である。

## 概要
キリスト教（プロテスタント）教育を行っており、尚絅学院大学（宮城県名取市）は系列校である。
2003年に尚絅学院大学（男女共学）の開学に合わせて校名が変更されたが、本校は2008年の共学化により再び校名が変更されて現在の校名になった。
宮城学院、仙台白百合学園などと同様に中高一貫校となっているが、中学校は少人数教育を導入しているため1学年20から30人と少なく、高等学校はその分大量に募集するため1学年260人前後を有している。
仙台市内の私立女子高等学校は近年、共学化が相次いでおり、尚絅学院も平成20年度から共学化された。残っているのは上記の2校である（常盤木学園高等学校は音楽科のみ男女共学化）。
制服は女子はジャンパースカートに折襟の8つボタンジャケットである。この制服は1950年に制定されたものである。男子は男女共学化に際して制定されたもので濃紺のブレザーにチャコールグレーのズボンである。

## 沿革
- 1890年 - アメリカ・バプテスト派の女性宣教師が、仙台・新坂通に家塾を設立[2]。
- 1892年 - 「尚絅女学会」を開校[2][3]。生徒は5名であった[2]。
- 1899年 - 私立学校令により、「私立 尚絅女学校」を設立[3]。
- 1942年 - 運営主体として「財団法人 仙台尚絅女学校」を設立し、校名を「仙台尚絅女学校」に変更[3]。
- 1943年 - 法人名を「財団法人 仙台尚絅高等女学校」に、校名を「仙台尚絅高等女学校」に変更[3]。
- 1948年 -学制改革により、新制高校の尚絅女学院高等学校を設置[3]。組織を中学部・高等部・専攻部とした[3]。
- 1951年 - 法人が、財団法人から学校法人に移行[3][注釈 1]。
- 1974年 - 「中学部・高等部」を「中学校・高等学校」に変更[3]。
- 2003年 - 法人名が「学校法人 尚絅女学院から「学校法人 尚絅学院」に変更され、校名を「尚絅学院女子中学校・高等学校」に変更[3]。
- 2008年 - 校名を「尚絅学院中学校・高等学校」に変更し[3]、中高一貫を維持しながら男女共学となった。

## 著名な出身者
- 櫻井美樹（バレーボール選手：ヴィクトリーナ姫路）